# メダリスト (漫画)
『メダリスト』（Medalist）は、つるまいかだによる日本の漫画作品。フィギュアスケートを題材にしたスポーツ漫画で、『月刊アフタヌーン』（講談社）にて、2020年7月号から連載中。話数カウントは「score○○」。
本作品は、作者の出身地でもある愛知県を舞台としており、愛知県名古屋市に所在する実在のスケートリンクが主人公の練習拠点として登場する。
2025年1月から3月までテレビ朝日系列にてテレビアニメ第1期が放送され、第2期が2026年1月より放送予定。また、アニメ化に合わせて江坂純によるノベライズ版の刊行も始まった。

## あらすじ

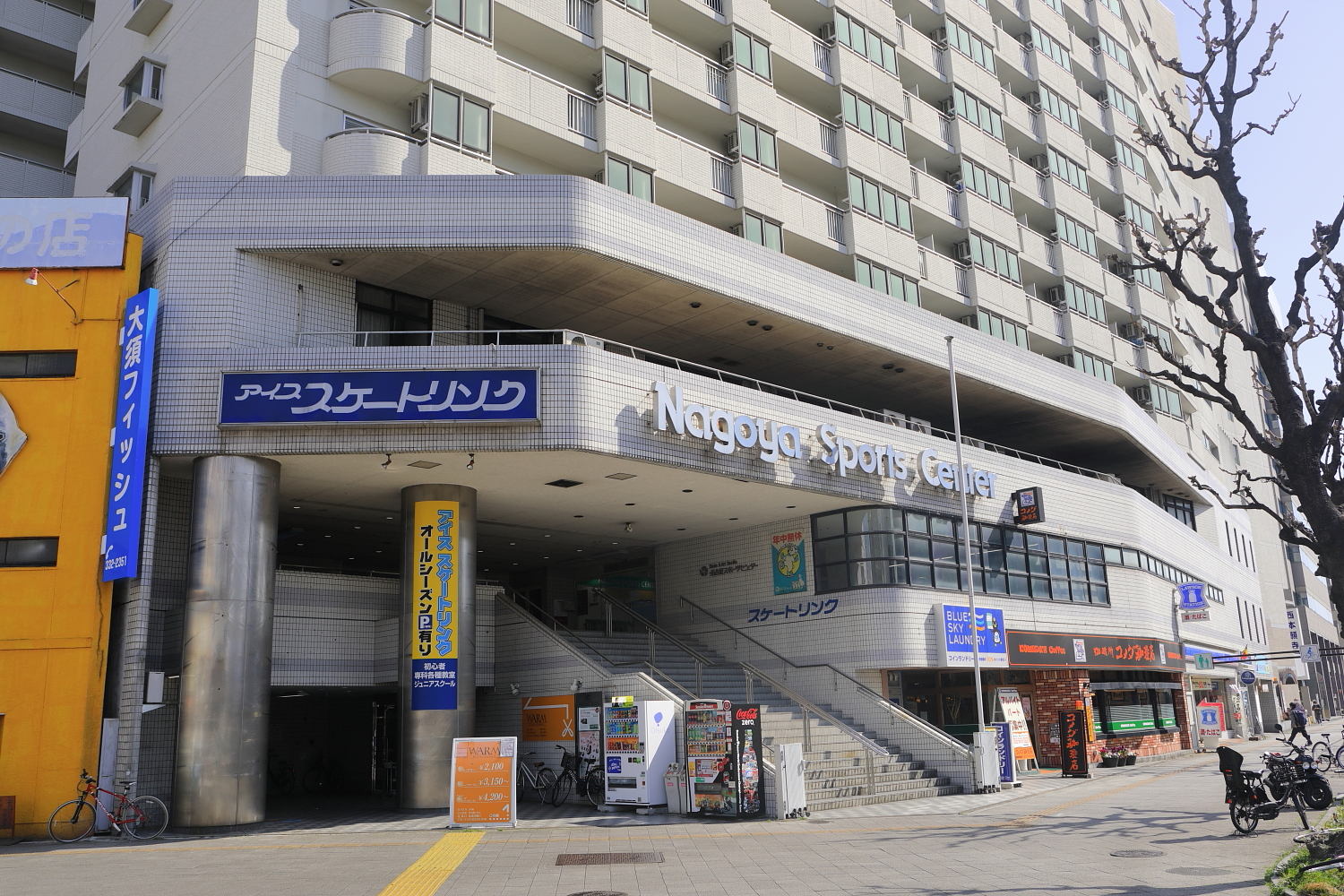
作品の舞台となった名古屋スポーツセンター。「大須スケートリンク」とも言われる。

プロローグ
アイスダンスの全日本選手権に出場経験を持つ明浦路 司は、アイスショーの就職先が決まらないでいた。司はスケートを始めたのが高校に入ってからと極めて遅く、コーチを受けたのは20歳になってから……という異色の経歴を持っていた。
そんな折、かつてのアイスダンスのパートナー・高峰 瞳から、自身が主催するスケートクラブ『ルクス東山FSC』のコーチを打診される。コーチになることに乗り気でなかった司だったが、そこで先日スケート場に無銭入場していた小学5年生の少女・結束 いのりと再会する。
いのりの母親は「いのりにスケートを諦めさせよう」としていたが、いのりの秘めたる才能と溢れる情熱を目の当たりにした司は、「いのりを全国レベルの選手にして見せる」と宣言して、母親の反対を押し切る形でレッスンを始めることになる。(第1話まで)
1年目
コーチになった司の熱心な指導のもと、いのりは次第にその才能を開花させていき、わずかな期間でレベルアップを遂げていく。初級バッジテストに合格したいのりは、そこで『名港ウィンドFSC』に所属する天才少女・狼嵜 光と出会い、友達になった光を目標にするようになる。
「名港杯 初級女子FS」に出場したいのりは、小学3年生の三家田 涼佳と優勝を争うことになる。コーチを信用せずに練習を怠っていたミケはミスを挽回できず3位に終わり、いのりは司との練習の成果を出しきり優勝を勝ち取る。その後、いのりは1級バッジテストに合格する。(2巻まで)
「西日本小中学生大会」に出場したいのりは、スピードスケート日本代表の娘 獅子堂 星羅や、冷静さが強みの小熊 梨月らと競い合った結果、これまで成長痛とスランプに苦しんできた大和 絵馬が優勝し、いのりは2位に終わる。足に負担がかかったいのりは、しばらく試合から遠ざかることになる。(3巻まで)
2年目
バッジテスト5級にも合格し、2度目の「名港杯」でも優勝を決めたいのりは、6級合格の最大の壁「2回転アクセル」に苦心する。そんな中、『名港ウィンドFSC』の6年生で、銀メダリストの息子・鴗鳥 理凰が、『ルクス東山FSC』に通うことになり、いのりと反発する。(4巻まで)

## 登場人物
劇中では年単位の歳月が経過し登場人物も年齢を重ねて進級や進学をするが、以下では登場時の年齢や学年を記載する。声の項はテレビアニメ版の声優。

### ルクス東山FSC
結束 いのり（ゆいつか いのり）
声 - 春瀬なつみ
本作の主人公。フィギュアスケートクラブ「ルクス東山FSC」に所属し、フィギュアスケートでオリンピックの金メダルを獲ることを目標としている少女。小学5年生。4月16日生まれで、血液型はA型。物語開始時の身長は134cmと、（作品の特性上、小学生が多数登場する）登場人物の中でも小柄。
好きな物はミミズとフィギュアスケート。嫌いなものは数学と漢字で、九九を憶えられず運動も出来なかったため（運動は選手として身体を鍛え始めたため克服）学校では劣等生扱いだった。中学に上がった現在も夏休みの数学のドリルに全く手をつけないなど、学校の勉強はずっと苦手な様子。だがスケート関係の知識を覚えることはどれだけ大変でも全く辛くないらしい。
幼少期、フィギュアスケートの選手だった姉に憧れて自身もやりたいと思うようになるが、優秀な姉と比べられて母からは「何もできない子」と烙印を押されてしまい叶わなかった。家でも学校でも鬱屈した日々を過ごしており、その状況を不憫に思ったスケートリンクの受付スタッフである瀬古間に「飼育している小鳥の餌としてミミズを取ってきてくれたら、お礼にリンクを使わせる」という条件で、約4年間、母に内緒でスケートを学ぶ。瀬古間の基礎的な指導と教本による独学の練習により、ジャンプこそ飛べなかったがスケーティング技術に関しては同年代の選手と同等程度のものを備えていた。
上述の境遇から、誰よりもフィギュアスケートをやりたいという情熱と執念があり、スケートに関してだけはどれほど苦しくても折れない。そのことを見込んだ司の口添えもあって母を説得し、半ば強引に競技の世界へと飛び込む。自分の世界を開いてくれた司とは強い信頼関係を築いていくが、それと同時に「自分のコーチになることを選んだことで、選手を続けたいという彼の夢を捨てさせた」と考えており、狼嵜光を超えることや金メダルで自分の強さを証明することで、その選択を後悔させないと決めている。
司の指導と身を削るような猛烈な努力のもと、天賦の才というべきスケートの才能を開花させ、傍目からは異常に見えるほどの成長速度で実力を伸ばしていく。この世界に入った最初のころは、司からの扱いが贔屓に見えてしまうためクラブに来る他の生徒たちの親から不快に思われ、始めたのが遅いことを悪し様に言われるなどした。だが僅か二年の競技経験で、4回転サルコウを習得し全日本ノービス大会へ出場、更にジュニアグランプリ（JGP）への出場まで果たしたため、世間の評価が変わり天才少女だと持てはやされるようになる。
いのりの中には、自身を氷の上にしか生きられない人間と語る夜鷹純と同じモノ（黒いオーラや鎖といったイメージの表現）が眠っており、JGP選手の強化合宿でそのことに気付いた光は、「夜鷹純と本当に似ているのは自分ではなくこの子の方」と評した。司から、次のステップへ上がるために「鷹の目」の使い方をいのりへと伝授しようと計画されており、これが出来ればきっと何かが開花すると期待されている。
選手としては、元アイスダンス選手である司仕込みの高いスケーティング技術と丁寧な表現力が持ち味。司の影響でステップが好きで、光が「自分に勝った」と認めるほどの高い技術力を誇るが、ジャンプがまだまだ未熟であり、乗り越える課題として度々描写される。

明浦路 司（あけうらじ つかさ）
声 - 大塚剛央
いのりのコーチとなる男性。26歳。9月4日生まれで、血液型はB型。好きなものは読書とポイント懸賞。嫌いなものはミミズ、ヘビ、芋虫。難読名字であることから、あまり姓では呼ばれず名で呼ばれる。
全日本選手権のアイスダンスに出場した実力のある選手だったが、24歳で現役引退後、アイスショーの面接に落ち続け、就職先が見つからずにいた。
元パートナー・高峰瞳から「ルクス東山FSC」のアシスタントコーチに勧誘された際、母に連れられリンクを訪れたいのりの才能を見出し、コーチとなった。
中学生のころ、夜鷹純の演技を見て衝撃を受け、「もうこの世界を無視して生きられない」と思いスケートの世界へ飛び込んだ。しかし、選手層の厚い日本でフィギュアスケートを始めるには5歳位からが適期とされており、大きく出遅れた司の受け入れ先を見つけることは難航。20歳の時にアイスダンスのパートナーを探していた瞳のコーチで彼女の父の匠から声をかけられ、シングルの選手を断念することを条件に選手になった。
自身の支えとなってくれた加護家の面々への恩返しを果たしたいという思いと出遅れた分を取り戻す執念から類まれなる努力を重ね、キャリアで大きく先に出ていた瞳に並ぶほどの実力をつけ、全日本選手権に出場できるまでになったものの、表彰台を目指した大会の結果は4位となってしまい、経済的な理由から選手を続けることができなくなる。司自身は、全日本に出場できたことはパートナーである瞳の実力とキャリアのおかげだと考えており、自分の実力を信じられていない。
フィギュアスケートを始めるのが遅く、所属するクラブを見つけられなかったことからバッジテストの階級は初級と低いが、鴗鳥慎一郎の息子、理凰から「ジャンプ以外、全部が夜鷹純にそっくり。もしかしたらスケーティングだけなら夜鷹純より上手いんじゃないか」と称されるほどのスケーティングスキルを有する。日本最高峰のクラブである蓮華茶SFCの蛇崩に対して、いのりを思う一心から初対面の日にいきなりコーチングの方法について指導を仰いだり、海外遠征の際に子供のいのりと一緒になってホテルではしゃいで美峰に叱られたりと、普段は向こうみずで大人気ない面も多いが、氷の上ではまるで別人のようになり、指先の動きがしっかりと目に残るような丁寧な踊りが持ち味。その源は他人の演技の再現を1度観ただけで熟す空間把握能力「鷹の目（サッカーに例えて梟木が命名）」にあり、その能力を持つことを司自身は昔から薄っすらと気付いていたが、どれだけ頑張っても誰も自分を指導してくれる者が現れず、いつしか自身の境遇への劣等感からその才能さえ否定するようになっていった。
中部ブロック大会の打ち上げ会後に夜のリンクで夜鷹純と遭遇。そこで司の滑りを直接見た純は己と同じ才能を司も持っていることに気付き、「君はその希少な才能を自覚している」「選手に復帰しろ」と指摘。だが、自身の全てをいのりに注いで育てることを決意している司は、彼女を金メダリストへと導くのが今の自分の生き方だと拒否した。このころから急激に成長するいのりとそのコーチである司の二人共が界隈で注目を集め始め、先達から助言やコーチングのヒントを得られる機会が増えていった。

高峰 瞳（たかみね ひとみ）
声 - 加藤英美里
司といのりが所属する「ルクス東山FSC」のヘッドコーチで、司のアイスダンス選手時代の元パートナーで、既婚者。当時の活動の拠点は横浜。司と組む以前から活躍していた実績のある選手で、師は彼女の父・匠。彼が引き継ぐ予定だったFSCを代わる形で就任した。20歳からアイスダンスを始めた司とは10年以上キャリアの差がある。周囲に「上手すぎる」と言われる実力のせいでなかなか釣り合うパートナーを見つけることができず、司とは現役最後に組んだカップルだった。
受け持つ生徒がアイスダンスで優勝するなど他に人手が必要になったため、司を自身のクラブのコーチに勧誘した。
慎一郎に司を紹介する際司の名字を覚えられず下の名前でしか呼ばない場合もある。

犬飼 総太（いぬかい そうた）
声 - 福原綾香
ルクス東山FSC所属の小学4年生、バッジテスト3級（初登場時）。以前に名港ウィンドFSCに所属していたこともあり、理凰と仲が良い。ゲーム好きで、きつい練習の合間にも携帯ゲーム機を触っている。
中部ブロック大会、男子シングルノービスAにて2位入賞するが、フィギュアスケートは圧倒的に女子選手が多く男子選手が少ないため、出場者が理凰（1位）と合わせて二人しかおらず、定員割れしたためである。

卯山 雪（うやま ゆき）
声 - 七原帝子
ルクス東山FSC所属の中学2年生、バッジテスト4級（初登場時）。いのりより3学年上でクラブ内でも年長者のため、大会ではコーチがいない時、同じクラブの生徒たちのまとめ役をしている。
中学3年の時は体の成長に伴い2回転アクセルが降りられなくなり、バッジテスト6級に苦戦している。

瀬古間 衛（せこま まもる）
声 - 村治学
大須スケートリンクの受付担当の年配職員。若いころはアイスホッケーの選手だった。
スケートをさせてもらえないいのりを不憫に思い、密かに「ミミズと引き換えに」という条件でリンクを利用させていた。いのりにスケートの基礎を教えた影の功労者でもある。いのりの参加する大会はすべて現地で観戦しており、演技終了後に感涙するのが恒例。フィギュアスケート事情通でもあり、偶々近くに座っていた、司の同居人である加護父娘から規則について尋ねられると、「スケートはギャンブル」等と初心者にもわかりやすいように解説を行った。
生徒世代の若い文化に抵抗がないため、「推し」や「同担」といった言葉も使う。連載当初は名前が無く、TVアニメ化での声優公表で漸く付けられた。

### 結束家
結束 実叶（ゆいつか みか）
声 - 和氣あず未
いのりの8歳年上の姉（初登場時19歳）。いのりのことを「のんちゃん」と呼び、「大好きなお姉ちゃん」を自称するほど溺愛している。5歳からフィギュアスケートを始め、いのりと異なるクラブ「名城クラウンFSC」に所属していた。幼少時のいのりが彼女のスケート競技観戦を通じ、自らもやりたいと願うきっかけとさせた有望選手であった。しかし、ジャンプ練習で右足骨折したことを機にフィギュアスケート競技を続けることを断念していた。
物語開始時はカナダに留学し、友人が出版に関わっている雑誌のモデルとしても活躍しているが、いのりの出場する大会が開かれる度に帰国し、「score20」回にて留学を終えてから家族と共に観戦しているシーンが登場している。翌年の全日本ジュニアFS大会に列席時には、偶々近くに座っていた加護父娘に対し、これまで瀬古間や蛇崩が行ってきた、フィギュアのルールや業界について解説する役回りを担った。
小さいころ、いのりを木の上から落として遊ぶキャッチゲームをしており、母に怒られている。このような経験からいのりは転倒や高所を怖がらない性格になった。
結束 のぞみ（ゆいつか のぞみ）
声 - 小清水亜美
いのりの母。旧姓は樋水。実叶といのりを何かと比べ、実叶が挫折したこともあり、当初はいのりがフィギュアスケートを始めることを反対していた。いのりの才能を評価した司に押し切られる形で渋々許可をした後も、「せっかく無心で楽しめるものができたのに、スケートまで失敗の思い出にさせたくない」という思いからいのりがスケートで競い合うことには否定的だったが、名港杯の彼女の演技を見て、姉といのりを比較する周囲の心無い言葉をいつの間にか信じてしまい、そのせいで傷つくことを恐れていた自分に気づき、深く反省する。以降はオリンピックのメダリストになるといういのりの夢に、全力で寄り添うようになる。いのりの小学校卒業前に正社員として復帰が決定し、以降は付き添いから遠ざかる。

### 加護家
加護 耕一（かご こういち）
声 - 星野貴紀
司が住み込みで働いている会社の社長。元々は、今は亡き妻である芽衣子が司の才能を見込み、現役時代からサポートしていた。
加護家が横浜から名古屋に転居する際、横浜に残り一人暮らしする予定だった司に経済的な支援を申し出たが、司は金銭の問題で加護親子との関係が崩れるのを厭い断った。その後、いのりと出会い名古屋へ引っ越した司と偶然再会。寿司屋から帰った司を耕一が付けた後、ポストに入っていた料金未納の封筒を取り出し、生活に困窮している様子を見て、また住み込みで働くよう（半ば強引に）取り計らった。
司から「世話焼きの次元がおかしい」と言われるほど、気前がよく鷹揚な人物だが、寿司のネタだけ食べシャリだけ残すことや一口だけ食べたパンを司に押し付けたり等、娘の羊共々、司を振り回しがち。
加護 芽衣子（かご めいこ）
声 - 遠藤綾
耕一の妻で、羊の母。
病気を患っており身体が弱かったこともあり、司のアイスダンスの全日本選手権の大会結果を待つことなく亡くなった。
加護 羊（かご よう）
声 - 井上ほの花
加護耕一、芽衣子夫妻の娘。いのりと同い年。住み込みで生活を共にしている司とは仲が良く、司の仕事の内容には彼女の世話も含まれている。
病気の母を心配して精神的に不安定になっていたことが身体面にも悪影響を及ぼし、いのりのスケートを観戦しに外に出るようになって少しは良くなったものの、基本的には虚弱な体質で学校もよく欠席している。たまに仮病も使う。
ふわふわした髪を持つのんびり屋の少女だが、いちごが食べたいからと「いちご」だけではなく、食べきれない大きさのパフェを頼んで司に注意されたりと、奔放な面は父親の耕一とよく似ている。人見知りが激しい一方で、「賭け」「無酸素運動」の意味を既に理解しているなどボキャブラリーが豊か。
父親の耕一と共に中部ブロック大会の観戦に来た際は、フィギュアスケートのルールが解らず、「踊りを見て感動する」という感性が自分にないことに落ち込んでいた。だが、瀬古間さんの解説等もあり、懸命に滑る選手たちを見て、母親譲りの「スケート好き」の血が覚醒したのか、全日本ノービスAの観戦に来た際には独自に勉強研究を重ね、各選手のブロック大会との違いを見付け、6種全てのジャンプを見分けられるようになっているなど、すっかりフィギュアスケートにハマっている。
作者のつるまいかだによると、実際には実現しなかったものの、企画時の本作は、スケート選手を目指すいのりとそれを応援する羊という関係性を主軸にした物語を構想していたといい、物語の中心人物となる予定であった加護家の人々には込み入った設定が作り込まれている。実際の本編では直接いのりと交流する場面は少ないものの、司の日常描写の合間や、試合を観客席から見守る視点という形で、加護家のサイドストーリーが描かれている。テレビアニメ版では、原作や公式ファンブックで断片的に描かれてきた加護家のエピソードをまとまった形に再構成した内容が第6話として放送された。

### 名港ウィンドFSC
狼嵜 光（かみさき ひかる）
声 - 市ノ瀬加那
現在、名古屋で最も勢いがあると言われる「名港ウィンドFSC」に所属する天才少女。いのりと同い年。身長144cm（初登場時）。同世代でも卓越した技術から、この作中の現役選手は「狼嵜世代」と総称されるほど。そのスケーティングは夜鷹純に似ていると世間では評される。
いのりが選手になる前の年、初出場した全日本ノービスBで、ニュースになるほどの高難度ジャンプ構成で高得点を叩き出し優勝した。3回転ルッツ＋3回転ループを飛んでまだ余裕があるほどの破格のスケーティングスキルを有し、ノービスの女子選手では世界で数名しか飛べない3Aも成功させる。
孤児であり、養子先で夜鷹純と引き合わされフィギュアスケートを始める。その際、「この子供は僕が何もしなくても何らかの形で世界に見つかり日の下に引っ張り出される」と夜鷹に思わせるほどの、人を惹きつけて運を掴む強い力を持っていた。表向きは名港ウィンドに所属して鴗鳥慎一郎が指導していることになっているが、実質的なコーチは夜鷹純である。その事実は隠蔽されており、同じクラブの選手達さえ知らされていない。生活面では、鴗鳥家で理凰らと同居しサポートを受けている。
いのりが初級のバッジテストで邦和を訪れ、リンク近くで心を落ち着けるためにミミズを探していた際草木から出てきたいのりと出会い、自分の顔を見ても特別な反応を示さなかったいのりのことが気に入り、友達になる。
その後、競技の世界に進んだいのりに対しては、当初“氷の上でしか生きられない”夜鷹純にそっくりだと感じ、夜鷹純に師事する自分と一種の同族性を見出し、執着心を抱く。しかし、度重なる競技を通じていのり自身が放つ、どんな逆境にも食らいつく決意と熱量に惹かれていると認識を改め、そのために自身が絶対的な存在であろうと決意する。その際の演技はすべての観客が「絶対女王が、命を燃やしながら走っている」と思わせるほどのものだった。
JGP出場選手の強化合宿後、スターフォックスの移籍を表明。鴗鳥一家からも出ていくことになった。
夜鷹 純（よだか じゅん）
声 - 内田雄馬
元フィギュアスケート選手で、その演技で司の人生を大きく変えたオリンピック金メダリスト。
弱冠20歳で引退するまでの短い現役期間で「出場した全ての大会で金メダリストに輝く」等、数々の伝説的な功績を残した天才。ノービスB時代に3回転ルッツ＋3回転ループ、3Aを成功させ、A、B含め計4回しか出場機会のないノービスを4連覇した選手は、今のところ夜鷹のみとなっている。
表向き、狼嵜光の振り付け・コーチ共に鴗鳥慎一郎が担当していることになっているが、実際は夜鷹（振り付けはレオニード・ソロキン）が担当している。
厭世的な雰囲気を持つヘビースモーカーで、初登場時にはゴミ箱を蹴り倒し中の缶を片付けている様子が見られるものの、光からの電話がかかってきた際スマホを投げつけ破損させるなどの奇行を見せ、その場にたまたま居合わせたいのりを縮み上がらせる。言葉数が少なく取り繕うということをしないため、事実ではあるが歯に衣着せぬ辛辣な発言をすることも多い。だがその反面、階段から落ちそうになったいのりを咄嗟に庇い昏倒するなど、二面性があり謎が多い人物。
鴗鳥 理凰（そにどり りおう）
声 - 小市眞琴
鴗鳥慎一郎の息子。12歳。階級はいのりと同じ5級（夏合宿時点）。普段は眼鏡をかけているが競技中は外している。
3回転を跳べなかったため、今までノービスの表彰台には上がれていないが、一昨年がノービス8位、トップ選手の登竜門であるノービスクラスの選抜合宿にも選ばれるなど、十分期待される実力を持っている。が、本人は自分の才能に悲観的であり、「オリンピック選手の息子」という恵まれた立場や、最初は自身がスケートを教えていたが、あっという間にノービスの女王にまで上り詰めた光（およびそれを指導した夜鷹純）の存在などに、重圧と屈折したコンプレックスを感じている。
そのせいか伸び悩んでおり環境を変えたいという本人の強い希望で、いのりと司の所属するルクス東山FSCの夏合宿に参加することになる。
心を開く前の司に対して辛辣、もしくは冷ややかに接していた反面、仲のいい犬飼総太や狼嵜光に対しては、ついて回ったり世話を焼いたりするなど、相手によって距離感の差が激しい。気を許さない相手には口も悪く、夜鷹のことを「クソジジイ」、いのりのことを「ブスエビフライ」、ミケのことを「バカメンダコ頭」と呼んだことがある。いのりを侮辱した際は、怒った光からビンタをくらった。
基本的に大人を信用しておらず、言い換えれば「オリンピック銀メダリストの息子」ではなく、自分自身を認めてもらうことに飢えており、司がジャンプを「お父さんと違う跳び方」と認め、褒めちぎった際は、どう反応していいのか解らず静かにパニックを起こした。その後司がお手本で見せたスケーティングに感銘を受け、以降は司の一番弟子を自称していのりと争うなど、彼に懐くようになる。
鴗鳥 慎一郎（そにどり しんいちろう）
声 - 坂泰斗
名港ウィンドFSCヘッドコーチ。36歳。妻は司すら知っている、エイヴァ・F・ロドリゲスで、理凰・汐恩の父親。元男子シングル日本代表で、現役時代は夜鷹純のライバルだった。
同世代が全員現役を引退する中、「常軌を逸した粘り強さ」で努力を続け、二大会前のオリンピック（当時28歳）で銀メダリストに輝く。
現役時代は、高く跳躍し軸を決めるダイナミックな4回転が得意技で、司が憧れ続けるほど雲の上の存在だが、息子の理凰がルクス東山に世話になる際は最敬礼で頭を下げ、その後も会う度に仰々しく御礼し続け司を恐縮させるなど、ノービス時代からの既知である五里も「スポーツマンシップの塊でマジでいい奴で何より腰が低い」と評するほど真面目な人柄。
その性格のせいか、年々白髪が増えており周りから度々心配されている。
鯱城 理依奈（こじょう りいな）
間京大学。名港ウィンドFSC所属。19歳。現役日本人選手の頂点、シニアの特別強化選手。4年前、シニアにデビューしたころは取り立てて優れた戦歴もなかったが、その年、オリンピックシーズンの全日本選手権で金メダルを獲得、その功績でオリンピック代表に選ばれ出場した。
次の冬季オリンピックが控える今シーズンにて、いのりも参加した中部ブロック大会の開会式で、全日本選手権の優勝と二度目のオリンピックへの出場を宣言した。
時折デリカシーのない言動を見せることがあり、普段生徒に体調管理の徹底を解きながら急病に倒れた鴗鳥慎一郎を揶揄った際には夕凪を怒らせていた。
八木 夕凪（やぎ ゆうな）
名港ウィンドFSC所属。小学6年生。周囲からは年齢以上に大人びて落ち着いていると思われているが、精神統一と称しトイレ内等でぬいぐるみを使った一人芝居をするなど年相応な面もある。
ヘッドコーチである鴗鳥慎一郎が、現役を引退してから最初に受け持った選手であり、本人もコーチのことを深く尊敬し、密かに恋心を抱いている。
鯱城理依奈、狼嵜光につぐ名港ウィンドNo.3の有望選手と言われているが、光が来るまではNo.2だったこともあり、光との関係は決して悪くはないが複雑な感情を抱えている。鴗鳥慎一郎の振り付けを一番再現できるのは自分だという自負で努力を重ね、クラブ内No.2奪還、および慎一郎率いる名港ウィンドが名古屋最強だと証明するため、中部大会で金メダルを目指す。
光がスターフォックスに移籍する際には、「あなたの背中はかっこよかったから追いかけるのも楽しかった」と光への感謝を伝え、これからも光を超えることを諦めないと宣言する。
牛川 四葉（うしかわ よつは）
名港ウィンドFSC所属。小学6年生。一生懸命だが、少し優柔不断な性格で、加えて非常に涙脆い。趣味はお菓子作り。
以前、スケートを辞めようと考えた時、諦めず挑戦し続ける夕凪の姿に感銘を受け、スケートを好きな気持ちを取り戻すことができたことから、誰よりも頑張っている夕凪にこそ金メダルをとって欲しいと願っている。
「鴗鳥」という言葉に過敏に反応する夕凪を見て、彼女が理凰のことを好きなのだと内心、誤解している。
申川 りんな（さるかわ りんな）
名港ウィンドFSC所属。中学1年生。中部ブロック大会の滑走順抽選で、プレッシャーのかかる一番を引き当て泣いてしまうほど気弱、と思わせて、一番最初のジャンプに高難度ジャンプを入れ後続の選手を牽制するなど、ギャンブルな構成を好む一面もある。コーチの雉多曰く「おもしれー女」。
雉多 輝也（きじた しょうや）
名港ウィンドFSCのアシスタントコーチ。24歳。王仁、千羽とは現役選手時代からの腐れ縁。3人の中では一番の実力者だった。何があったかは特に言及されていないが、現役時代のあだ名は「暴れんボーイ」。だが、演じるのは王子役のプログラムが多かった。
ぶっきらぼうな性格のようでいて、滑走後のキスアンドクライでは、選手を姫と呼び全員分の花束を用意するなど、鴗鳥慎一郎曰く「ホストの方の様」。角ハイをピッチャーで頼んでも、酔いが顔に出ないほど酒に強い。

### グラビティ桜通FSC
三家田 涼佳（みけた りょうか）
声 - 木野日菜
那智鞠緒の唯一の生徒。初登場時は小学校3年生で133cmと、いのりよりも小柄。三河弁を話す。あだ名は「ミケ」「ミケちゃん」。猫がこの世で一番かわいいと思っており、髪型も猫耳を意識している。
フィギュアスケートの練習を独学で積んできたため大人の言うことを聞かず、当初はコーチすら要らないと思っていた。名港杯の合同練習でいのりに初めて出会い、友達になるが、コーチに対する想いの差から一度は突き放してしまう。しかし、大会本番で失敗を経験していのりと和解。以降はいのりに懐いている。
周りの大人に何を言われても「なにくそ！」と思う芯の強さがあり、抜群のスタミナによるリズム感と、高いジャンプを得意とし、初級ながらも2サルコウ＋1アクセルを9割以上の成功率で飛べるほどであった。しかし、ジャンプを飛べるかどうかが優れた選手の判断基準で、司のスケーティング技術は「ジャンプを飛ばなかったのでわからない」と評した。
那智 鞠緒（なち まりお）
声 - 戸田めぐみ
グラビティ桜通FSCのヘッドコーチ。31歳（初登場時）、148cm。ミケのことを「ミケ太郎」「太郎」と呼ぶ。いのりに対しても「のり助」「のり吉」などコロコロ変わるあだ名を付ける。
気の強いミケと張り合える豪快な性格の持ち主だが、やり取りは小学生同士のように子供じみている。ノービスB1時代からジュニア時代初期までは全日本12位以内の常連、強化選手に選ばれるほどの実力者で、高いジャンプが持ち味。ルクス東山FSCの合宿ではジャンプのコーチとして参加した。
4回転を跳んだことがあるが本番では一度も成功しなかった。
名城クラウンでコーチをしていたころには自身の性格が災いして個人レッスンを受け持つ生徒が一人もいなかった時期があった。そんな折に他のコーチが手に負えなくなった生徒を半ば押し付けられる形で引き受けたが、その生徒こそ当時6歳のミケであった。その後「どこかに縛られないほうがコーチとしての能力を発揮できる」と考えたヘッドコーチの竜宮の支援で独立し。グラビティ桜通FSCを作った。
生徒がミケしかいないので生活はカツカツ。耳にピアスをいくつも開け、メロンと称されるほどの巨乳の持ち主。そのため、ミケから「胸が大きくなりすぎたからジャンプを飛べなくなった」と言われている。

### 名城クラウンFSC
栗尾根 茉莉花（くりおね まりか）
18歳。私立名藤女子学園。名城クラウンFSC所属。中部強化選手B。まだ選手だったころのいのりの姉・実叶とアイスショー「名古屋アイスフェスタ」に出演したことがあり、お姫様みたいと憧れられるほどの美少女。
冷や汗を流したいのりに対して、笑顔で「私の膝にお掛けになるのはいかがでしょう」と申し出るほど優しく、やや天然な性格。
足利 刹那（あしかが せつな）
名城クラウンFSC所属。中学1年生。昨年の中部ブロックノービスA優勝者。一度決めたことを絶対に曲げない性格。
ライトノベルが好きで、特に絵が描ける人はすごいと、イラストレーターを崇拝している。
古部多 まいん（こぶた まいん）
名城クラウンFSC所属。小学6年生。以前、「名古屋アイスフェスタ」に出演したいのりの姉・実叶と栗尾根を見て憧れ、フィギュアスケートを始めた。
庭取 さな（にわとり さな）
名城クラウンFSC所属。小学6年生。ひなの双子の姉。双子だが身長はひなより低い。
庭取 ひな（にわとり ひな）
名城クラウンFSC所属。小学6年生。さなの双子の妹。中部大会で、ノービスに初出場した。
千羽 輪太郎（ちわ りんたろう）
名城クラウンFSCの最年少かつ唯一の男性アシスタントコーチ。王仁、雉多とは現役選手時代からの腐れ縁。臆病でビビリだが、中部大会後、ほぼ初対面だった司を強引に焼肉に誘うなど、無礼講な面もある。
いのりが母と共に各クラブを回っていたころ、名城クラウンを訪れたいのりと会ったことがあるが、内心スケートをやらせたくないいのり母の思惑を読み取り、クラブの入会を断った。その後、中部大会で軽やかに踊るいのりの姿を見て、本当にあの時と同じ子かと驚愕するが、いのりが以前、名城クラウンに所属していた実叶の妹だとは気が付かなかった。
かつて同じクラブ生だった那智鞠緒のことが超苦手。
竜宮 アキラ（りゅうぐう アキラ）
名古屋で一番歴史のある、名城クラウンFSCの3代目ヘッドコーチ。名古屋のスケート発展に心血を注ぎ、幅広い年齢層のコーチ・生徒たちから慕われている。
中部大会で滑るいのりを見て、かつて自分のクラブに所属していた実叶の妹だと気が付き、うちで教えたかったと惜しんだ。

### 蓮華茶FSC
蛇崩 遊大（じゃくずれ ゆうだい）
声 - 三宅貴大
京都の名門「蓮華茶FSC」のアシスタントコーチ。28歳。あだ名はジャッキー。気さくな性格で、司と同世代で立場も似ていることから意気投合し、司の「ジャンプの指導方法を教えて欲しい」という提案にも「ええで!?」と二つ返事で快諾した。テクニカルスペシャリストの資格取得の試験勉強のために、大和母娘を連れて全日本ノービスAを観戦していた時、偶々近くに座っていた加護父娘に対して、中部ブロック大会時の瀬古間と、作中で同じ役割を担う。
大和 絵馬（やまと えま）
声 - 小岩井ことり
蓮華茶FSC所属。初登場時は小学4年生でいのりの1歳年下。京都での1級のバッジテストを体調不良により受験できず、振り替えで名古屋の会場での受験のため大須スケートリンクを訪れた際、いのりたちと出会う。黄色い大きなリボンを付けた、物静かな女の子。蛇崩が初めてコーチとして初級前から教えた生徒の一人。
背が過剰に伸びたことによる成長痛と、元来の真面目な性格のため、遅れた分を取り戻そうとする過度な練習で身体を痛めることを繰り返し、名門と呼ばれる蓮華茶FSC内において大きく出遅れてしまい、一時、他クラブへの移籍を検討されるような状況だった。しかし、蛇崩の「お前が将来何メートルになったとしても俺が立派なスケーターにしてやるから」という献身的な指導のおかげで、スランプを克服し、1級に合格した直後の西日本小中学生大会の1級枠ではいのりを抑えて優勝した。
鳩に絡まれることが多く、本人は鳩が嫌いと言っている模様。
鹿本 すず（かもと すず）
声 - 伊藤彩沙
蓮華茶FSC所属。はんなりとした京都弁を話す美少女。近畿ブロックを過去に3度制し、昨年、狼嵜光が優勝した全日本ノービスB女子では2位に入賞した、光に次ぐ「狼嵜世代」の実力者。自身の可愛らしさに自信があり、事あるごとに口にしているが、コーチの蛇崩からは軽くあしらわれている。特殊な美顔マッサージの技を独学で会得しており、すずにマッサージをされた人物はみな、すずによく似た美少女（特に口元）になってしまう。オマケ漫画では亀金谷澄覚ヘッドコーチの顔までも美少女にしてしまった。
常に可愛くあることを理想としており、スケートにおいても2位では写真撮影の際に中央に居られず目立てないので可愛くないとして、光を越えて女王になることを目指している。何度も氷の上に叩きつけられる競技において表彰台の中央でピースをするためだけに、クラブの誰よりも多く転び誰よりも長く練習して、クラブのノービス選手で1番の実力者となった。亀金谷曰く「日本で一番浅い動機で本気で戦い続けられる奴」。
音楽一家の末っ子で姉が3人おり、年の離れた姉たちにはおもちゃにされている。
亀金谷 澄覚（かめがや　ちょうかく）
現在、日本で一番強いクラブとされる、京都の名門「蓮華茶FSC」のヘッドコーチ。力が入ると歯ぎしりをする癖がある。
可愛くあるために自分を日本一にしてほしいと叫ぶすずに「世界一にしたる」「お前はいい子になろうとするな。誰かの思いや願いなんて重たいもんは背負わんでええ。背負わされそうになったときは俺が預かる」と告げる。
子出藤姉弟（ねでふじきょうだい）
蓮華茶FSC所属。一番真面目でコツコツ練習する姉・環（たまき）。蓮華茶内ですずに次ぐNO,2の実力を持つ、妹・絃（いと）。スピードは遅いがジャンプは高い、弟・唯（ゆい）、からなる三つ子の姉弟。テレビで放送され、顔を覚えられるほどのノービス・ジュニアのエース。
いずれも顔がそっくりの上、同じ白靴を愛用しているため見分けるのが困難で、亀金谷以外のコーチは氷の上の演技で見分けている。絃は、全日本ノービスAに出場している姿が作中で描かれている。
伊文里 青紫（いもり せいし）
蓮華茶FSCアシスタントコーチ。同じくアシスタントコーチ仲間である蛇崩に、家守と共によく絡んでいる。
家守 朝緑（やもり あさみ）
蓮華茶FSCアシスタントコーチ。伊文里と共に蛇崩によく絡んでいる。全日本ノービスAでマスクを着用している。
鷗田 隼翔（かもめだ はやと）
蓮華茶FSC所属の男子選手。高校1年生（初登場時）。いのり、いるか、朱蒴と共に日本代表としてタイに遠征する。
好奇心が旺盛な性格で、タイの異文化に興味が尽きずに眠れなくなり翌日の試合当日に寝不足状態で現れたり、大会後の夕食の席でジャンボタニシやスキハシコウに関して熱弁を振るったりしている。

### 愛西ライドFSC
岡崎 いるか（おかざき いるか）
16歳。間京大学付属高校。愛西ライドFSC所属。スケート連盟選出、中部強化選手A。男子選手並みの高さのジャンプ、並外れたバランス力でクリムキンイーグルを決め、そのまま通常姿勢に戻れるほど鍛え抜かれた筋力（特に腹筋）等、実力は折り紙付きのジュニアのエース。
しかし性格については、騒ぐいのりと理凰に「うるっせぇな！」「クソガキ」と怒鳴りつけたり、母親と喧嘩してジュニアの練習をサボり、替わりにイレギュラーで参加させてもらったノービスの練習で曲かけを1番にさせるなど、有体に言って暴君。その協調性に欠ける態度は「よその国の子と喧嘩すんなよ？」とコーチの五里にも心配されている。
かつて選手時代のいのりの姉・実叶と同じく、名城クラウンFSCに所属していて彼女の過去を知っており、いのりが妹だと知った際、「だからジャンプがヘタクソなんだね」と言い放った。実は幼少期家庭が荒れていたころに実叶との出会いによって心が救われた過去があり、結束姉妹とも少しの間交流があって小さかったいのりと遊んだ（いのりは小さすぎて覚えてなかった）こともある。実叶が自分に何も伝えず引退してしまったことで、いつか一緒に滑るという約束を反故にされたと感じて怒っており、それが当初いのりに対する辛辣な態度の原因にもなっていた。しかし最初いのりに会った時から内心では結束姉妹の顔をものすごく可愛いと思っていて、いのりと話すと心に沁みると悶々としていた。強化合宿で事情を話し仲良くなってからは、いのりが妹のようにかわいがり初めており、いのりも姉のように慕っている様子を見せている。
自身の不祥事を庇おうとして怪我をしたいのりを介抱したり、ジュニアの大会で敗れて以来ライバル視する光の腰の不調を見抜き「お前スケートの事舐めてるのいい加減気づけよ」とぶっきらぼうに言い放ちながらも腰のサポーターを貸し出したりと、不器用ではあるが他者への思いやりを見せる様子も描かれている。
ジュニアグランプリシリーズではタイ大会でいのりに圧倒的な実力差を見せつけて優勝、もう1つの大会でも優勝していのりとともに日本代表としてグランプリファイナルへの進出を決めるが、全日本ジュニアでは直前の6分間練習で足を負傷して棄権となる。
炉場 愛花（ろば まなか）
愛西ライドFSC所属。小学6年生。小学3年生まで長久手フラワーFSCに所属していた。
ダンスに関して抜群のセンスを持ち、振り付けにもそれが生かされている。が、自ずと体力の消耗が激しい振り付けになってしまい、スタミナ切れを懸念されていたが、中部大会では「挑戦者は私だ」という強い気持ちで後半のジャンプを成功させ、完走した。
武田 桃芽（たけだ ももが）
愛西ライドFSC所属。中学1年生。愛西のノービス世代のエース。豪快な性格で、あだ名はモモンガ。
五里 誠二（ごり せいじ）
愛西ライドFSCヘッドコーチ。46歳。22歳で全日本選手権に出場、引退後は中学校教師をしていたが、出身クラブが解散の危機と知り、新クラブ「愛西ライド」として、名古屋三大クラブになるまで再興させた。
選手の長所を引き出して延ばすのが得意。鴗鳥慎一郎とはノービスのころから互いをよく知っている。
王仁 敦士（わに あつし）
愛西ライドFSCアシスタントコーチ。雉多、千羽とは現役選手時代からの腐れ縁。ノービス時代は愛西ライドの前身となったクラブに所属していたが、その後名港ウィンドに移籍。現役引退後、気ままなニート生活を謳歌していたが、五里に誘われてコーチになった。
現役時代、大きい試合の後は彼が「親の金」で雉多、千羽に奢るのがルーティーンだった。その慣習は今も引き継がれているが、流石に支払いは自分で払うようになった。
アイス敦賀FSC所属の蟹江ほなみの出張指導も担当している。

### スターフォックスFSC
ライリー・フォックス
元女子シングルアメリカ代表選手で、16歳にしてオリンピックの金メダリストとなった。「大好きな日本でクラブを立ち上げる」という夢を叶え、東京でスターフォックスFSCを設立、自らヘッドコーチを務める。生徒の無謀なチャレンジにも「成功のイメージがあるならやったほうがよくない？」と許可を出すなど、コーチとしての器が大きく、設立から4年にしてノービス東京ブロックの表彰台を独占するほど実力のある選手を複数排出している。
指導の特色としては、怪我のリスク低減や氷の上での練習をより大事にするようになるという観点から陸トレを重視する。
夜鷹の活躍によってオリンピックの年齢制限が引き下げられた結果自身も金メダルを取れたことから、夜鷹には恩を感じている。
テレビなどではクールビューティーのイメージで通っているが、実際は髪がボサボサの状態でカップラーメンを啜り、大好きな芸能人「白鳥ジュナ」に現を抜かすなど大らかな性格。だが計算高く相手の弱みを突いて交渉したり、自分の望むものがなんでも手に入ると傲慢な笑顔を浮かべる一面もある。
胡荒 亜子（こあら あこ）
スターフォックスFSC所属。12歳（初登場時）。全日本ノービスの東京ブロック大会1位。全日本大会シード選手。全日本ノービスAにてノーミスの演技を見せ、3位入賞。特に3回転アクセルは2位の鹿本すずより加点をもらえた。
平新谷 萌栄（ひらにや もえ）
スターフォックスFSC所属。全日本ノービスAにて、いのりが公式練習で飛んだ4回転サルコウを一目見ただけで飛び方のコツを見抜くが、一度も練習をしない状態で本番で真似をして失敗。司曰く、ぶっつけ本番を大舞台で試す度胸も、大失敗をしながらもその他にはミスなく滑りきる地力も怪物級。
鵯 朱蒴(ひよどり すざく）
スターフォックスFSC所属の男子選手。14歳（初登場時）。スターフォックスの最年長。身長は154cmと、1歳年下の光（157cm）と比べても小柄。
亜子とならぶスターフォックスのトップ選手で、ジュニアグランプリシリーズの日本代表にも選出されるほどの実力者だが、タイのフードコートのパクチーのにおいでノックダウンしたり、そのことで異常に落ち込んだりと、その性格は非常に繊細。体調を崩した自分を気遣ういのりの優しさに触れて彼女に好意を抱くようになり、いのりを独占しようとするいるかに対抗心を燃やしている。

### 十南町レイクFSC
亜昼 美玖（あひる みく）
新潟のアイスリンク「NSUプラントアイスアリーナ」を本拠地とする十南町レイクFSCに所属。 全日本ノービスの北海道東北ブロック大会1位。全日本大会シード選手。「金の卵」と密かに注目される実力を持つ。
本拠のリンクの閉鎖が迫っているため、何とか自分が勝ち続ければ師に対する恩返しができるという想いから、コーチの鴨川洸平と振付師の白鳥珠那からなる「チームあひる（白鳥談）」で全日本ノービス大会上位に入り、全日本ジュニアに推薦出場することを目標としている。
お姉さん気質で面倒見がよく、珠那のフォローをしたり年下のクラブメイトたちの面倒をみたりとしっかり者。いのりと司が魚淵翔の指導を再度受けるため新潟を訪れた際は、いのりに宿題を教えてくれるなどしてすぐ仲良くなった。
実力は確かなものがあり、蓮華茶FSCのコーチ、亀金谷は高く評価していた。しかし大会本番で、自分の一つ前の番が狼嵜光になるという不運に見舞われ、光の演技に飲まれてしまい、思うような演技が全く出来なくなりミスを連発して敗退。
鴨川 洸平（かもがわ こうへい）
元アイスダンス選手で、司の元クラブメイトであり先輩。十南町レイクFSCでヘッドコーチを務めており、偶然、司と再会した。受け持つ生徒は元々アイスホッケーのクラブに居た子が多く、ちびと呼ばれるほど幼い男児の比率が高い。
珠那、美玖とは同郷であり、美玖が4歳のころから一緒に滑ってきたため、コーチと生徒という間柄でありながら、信頼し合う家族のような気心の知れた仲。スケートを辞めることを決意した美玖を、最後に全日本ジュニアに推薦出場させるのを目標としていた。
新潟のリンク閉鎖後はルクス東山FSCでコーチを務めている。
白鳥 珠那（しらとり じゅな）
元フィギュアスケート選手で、司、洸平の元クラブメイト。司にとっては先輩にあたり、司のことを「ツーくん」と呼びウザ絡みしているが、それは美玖曰く「うまく話せない相手をからかいすぎてしまう」ためである。
「白鳥ジュナ」の芸名で洗剤のCMに出演するなどしているため、いのりからは芸能人として認知されているが、プロスケーター兼振付師としても活動しており、同郷である亜昼美玖の振り付けを担当している。

### やまびこFSC
小雀 白花（こすずめ きよか）
やまびこFSC所属。11歳（初登場時）。全日本ノービスの北海道東北ブロック大会2位。全日本大会シード選手で、いのりやミケと同様小柄で、合宿時にも行動を共にしている場面が目立った。青森を本拠地としていて、全日本ノービス大会が青森のリンクで行われた際は、応援に駆け付けた地元のお年寄りで応援席が埋め尽くされるほど、「朝ドラのヒロイン」並みの人気がある。
日瀧 常（ひたき じょう）
やまびこFSCコーチ。

### 福岡パークFSC
大蜘蛛 蘭（おおぐも らん）
福岡パークFSC所属。中学1年生（13歳・初登場時）。前年度の全日本ノービスA銀メダリストで、日本代表選手に選ばれ海外大会で優勝経験もある。いのりも参加する今年度の全日本大会シード選手6名のうちの1人。現地にまで観戦に来る熱狂的なファン（しかも女児）が多く、ファンからは「蘭様」と呼ばれている。
実は女優・アイドル志望で芸能事務所に所属しており、読者モデルとしても活躍している。フィギュアスケートはあくまで長く続けている習い事の1つという位置づけだったが、海外派遣されたことをきっかけに進路に迷い始めている。
鬼寅 カンナ（きとら カンナ）
声 - 宮白桃子
福岡パークFSC所属。小柄でマイペース、滑走順が一番でも意に介さないほど落ち着いている。演技はまだ拙いが、飛び終わった後リンクに穴が空くほどの小さな怪力っぷりを見せる高いジャンプが売り。しかし、メディカルトレーナーの金弓からは「（力任せすぎて）足を傷める」と苦言を呈されている。
布袋野 兎太・蕨一（ほたいの とうた・かちいち）
福岡パークFSCのヘッドコーチたち。「score7」回で顔を出し、「score29」回で漸く名前が判明する。
金弓 美蜂（かなゆみ みほ）
福岡パークFSCのメディカルトレーナーで、柔道整復師。西日本小中学生大会開催前の「score7」回で顔を出し、会場でいのりに注目する表情を見せたものの、名前どころか、理由も不明なままだった。司が拝み倒して漸く、ルクス東山FSCとの兼任で赴任して登場した「score41」回で、名前といのりを気に掛けた理由が判明する。

### 岡山ティナFSC
獅子堂 星羅（ししどう せいら）
声 - 岡咲美保
スター広島FSC⇒岡山ティナFSC所属。小学5年生。明るく人見知りしない性格で、豪快な広島弁を話す。元スピードスケート日本代表を親に持つサラブレッド。美豹の真似をしたくて、スピードスケートからフィギュアに転向した。
いのりが「星羅ちゃんの方がうんと速かった」と認めるほどの、スピードとジャンプが持ち味。「3回転跳べんとザコ」「1級なんて弱い」と豪語するなど、ジャンプさえ飛べれば1番を取れると考えていたが、西日本小中学生大会で大和絵馬の演技を見て、その考えを改めた。
後にフィギュアスケートからスピードスケートへ再び転向する。
黒澤 美豹（くろさわ みいひ）
声 - 湯浅かえで
スター広島FSC⇒岡山ティナFSC所属。小学5年生。おだんごヘアにリボンのピン、ヒョウ柄のパーカー等、派手めな外見とは裏腹に気が小さく繊細で、自信家で豪快な星羅にいつも振り回されている。
自分の真似をしてスピードスケートから転向してきた星羅にライバル心を抱いており、特にフィギュアスケートを愛する気持ちは自分の方が強いと自負する。完成度の高いスパイラルなど、滑らかで柔軟性がある高い表現力とスケーティングスキルを有しており、本人もそこが「フィギュアスケートで一番好き」な部分と考え、ジャンプ至上主義の星羅とは正反対の姿勢を見せている。
全日本ノービスでは光の演技に「食われ」て動けなくなっている美玖を気遣い、キス・アンド・クライに座らなかった。

鳥羽 ダリア（からすば ダリア）
岡山ティナFSC所属。岡崎とはジュニア時代からの付き合いだが、性格は彼女と正反対に加え、敬語で喋る。おしゃれ好きで、同僚の演技も装飾用語で評する。「score33」回から顔を出し、「score38」回で名前が判明する。
小熊 梨月（こぐま りつき）
声 - 佐藤あずさ
岡山ティナFSC所属。小学4年生。見た目は可愛いが、コーチに「言葉遣いが悪い」と注意されるほど口が悪い。ジャンプを失敗してもリカバリーできるほどの冷静さが強み。
のちに、スピードスケート中心のスター広島FSCから移籍してきた、獅子堂星羅、黒澤美豹とクラブメイトとなる。
梟木 豊（きょうぼく ゆたか）
岡山ティナFSCヘッドコーチ。年齢を問わず、敬語で接する。「score7」回で顔を出し、「score29」回で漸く名前が判明する。
現役時代の夜鷹純のコーチを1シーズンのみ務めていたが、本人はコーチとして彼にできたことが何もできなかったと述懐している。
目城 理世（めじろ りよ）
岡山ティナFSCアシスタントコーチ。「score7」回で顔を出し、「score29」回で漸く名前が判明する。

### その他のFSC
離州 くるみ（りす くるみ）
長久手フラワーFSC所属。小学6年生。元気いっぱいのムードメーカー。中部大会では転倒し、流血しながらも決して諦めない心でプログラムを滑り切った。
山根 亜美（やまね あみ）
長久手フラワーFSCヘッドコーチ。元日本代表選手。引退後は海外でプロとして活躍していたが、名城クラウンFSCのサポートを受け、数年前にクラブを設立した。
お酒が好きで、飲むと人格が変わる。
穴熊 咲希奈（あなぐま さきな）
タクト豊橋FSC所属。小学5年生。昨年の全日本ノービスで4位入賞した期待の新星。
伯備 新（はくび あらた）
タクト豊橋FSCの若きヘッドコーチ。苦労人。
海月 和香（うみつき わか）
熱海SC所属。小学5年生。中部大会で、ノービスに初出場した。
静岡にアイスリンクがないため、練習のため度々名古屋に通っていた。力むと涙が出る体質で、泣くと顔がゼリーのように溶けてしまう。
隈野実 将史（くまのみ まさし）
熱海SCフィギュア部門コーチ。スケート現役引退後、別職に就いていたが和香のコーチになるため復帰。最近、太ってきたのが悩み。
都中伊 のと（となかい のと）
金沢21FSC所属。中学1年生。中部大会で、ノービスに初出場した。身振り手振りが大きい。イラストが得意で、絵師を尊敬する足利刹那から「先生」と呼ばれている。
蟻杙 圭吾（ありくい けいご）
金沢21FSCヘッドコーチ。五里の友人で愛西ライドFSCと協力関係にある。ジャズダンス講師の妻と共に、ほぼ全ての生徒の振り付けを自ら担当している。
蟹江 ほなみ（かにえ ほなみ）
アイス敦賀FSC所属。小学5年生。甲殻類アレルギー。
蜻堂 緋紗子（せいどう ひさこ）
荒川グローFSCヘッドコーチ。
九豬 桃子（ここのい ももこ）
仙台スクエアFSC所属。ブロック大会での点数がいのりとほぼ同じだったためライバル視し、全日本ノービスAでいのりがブロック大会で跳んだ2回転アクセル＋オイラー＋3回転サルコウを最終ジャンプとして選び、跳んでみせた。
西猯 群志（にしまみ ぐんじ）
仙台スクエアFSCヘッドコーチ。
蝉丸 ひまり（せみまる ひまり）
全日本大会シード選手6名のうちの1人。

### その他の登場人物
白根 琥珀（しろね こはく）
21歳。国内のバレエ大会で優勝経験もある、名古屋のバレエ教室「Ｎ*Ｋ」講師。
司の知人で、福井県・敦賀で行われたルクス東山の夏合宿の際、特別指導のバレエ講師として呼ばれる。
底抜けに明るく突拍子もない人物で、理凰からは「不審者タイプ」ミケからは「治安悪いとこのヤンキー」と評されるが、バレエの技術は本物。いのりたちに「身体が美しい姿勢を覚える」ことの大切さを教える。
魚淵 翔（うおぶち　かける）
ジャンプの指導を専門としている臨時コーチ。年齢は32歳だが、中高生と見紛うほどの童顔で、鴗鳥慎一郎と4歳しか年齢差がないことを周囲から驚かれている。
日本ではまだ本格的に取り入れられていないジャンプ練習補助器具であるハーネスを使いこなし、空中での適切な軸修正の技術を指導し、ジャンプの成功率を劇的に向上させるスキルを持つ。
日本全体のジャンプのレベルを底上げするという理想のため、中立なフリーのインストラクターという立場で、全国津々浦々を巡っている。
レオニード・ソロキン
現役時代の夜鷹純の振り付けを担当していた、「競技のルールの中で最大の芸術性を引き出す」天才振付師。夜鷹の引退以降、誰にも振り付けをしていなかったが、全日本ノービス大会で狼嵜光の振付師として、夜鷹が初出場の世界ジュニアで「天才・夜鷹純」の名を世界に知らしめたのと同じ曲に振り付けをした。
全日本ノービスの会場で唯一自分に気付いた司をいたく気に入り、一日自分と居る権利を与えるなど強引に振りまわした。
プロイ・セパーバン
ジュニアグランプリシリーズタイ代表。初登場時は13歳でいのりと同い年。
公式練習ではノービスの時と違い背格好が大きく異なるジュニアの選手に圧倒され、自国開催のプレッシャーも相俟って気弱になっていたが、そんな中で自分より小さないのりが果敢にジャンプを跳ぶ姿に勇気づけられ、負けていられないと奮起する。
大会終了後、「あなたの堂々とした演技に励まされて実力を出し切れた」といのりに声をかけ、いのりにとっては初めての海外の友人となる。好物に由来して、タイ語でエビを意味する「kung」と呼ばれており、理鳳から「エビ」と呼ばれるいのりと同じ意味のニックネームを持つ。

## 制作背景
作者のデビュー作
作者のつるまいかだは、この作品で漫画家デビューした。つるまは、本作品を制作するきっかけについて「どんな過程を経て、技術を会得する段階を踏まれたのか。それを知りたい人も多くいるだろうということで、この漫画を描きたいと思いました」と語っている。
つるまは本作を企画するまでフィギュアスケートの知識も観戦した経験も皆無であったといい、幼少期に友人がフィギュアスケート選手の物真似を試みて負傷したことが唯一の思い出であったと述懐する。
スケート教室での経験
つるまは、自分がフィギュアスケートを経験しないと描けないと思い、劇中でも主要な舞台として登場する名古屋スポーツセンター（後述）で開かれたフィギュアスケート教室に1ヶ月ほど通った。レッスン料のために貯金を使い果たし借金をしながらも、得られた知識を第1話の構想に反映させていった。
レッスン中に負傷して腓骨と距骨の2か所を複雑骨折して手術を受け、負傷直前に提出した企画が通って本作の連載が決定したことを知らされたのは、その療養中のことであったという。
企画成立まで
つるまは企画当初、スケート選手を目指す子供たちを描いた大人不在の物語を構想しており、経済的に困窮しながらスケート選手を目指す少女と、親友のために多額の資金を提供するお嬢様、という関係性を軸にした内容を考えていた。
しかし、現実離れした資産を動かし過酷な運命に立ち向かう子供たちに対して大人たちが何ら責任を果たさないという内容に編集者が難色を示したことから、企画の内容は大人であるコーチと子供である選手の関係性を主題としたものへと変更され、当初の構想にあったお嬢様のキャラクターはコーチの明浦路司や、司の居候先である加護家の人々の設定へと流用された。
企画当初につるまが提案して編集長に却下されたタイトル案としては、『氷焔の獣』や、感嘆符つきの『メダリスト!!』などがあった。『氷焔の獣』は、本編のパロディ番外編として掲載された異世界ファンタジー編のタイトルに流用された。
名古屋を舞台に
つるまは「地元を応援したい」という気持ちから、本作品の舞台を愛知県名古屋市に選んだ。名古屋は、日本でも有数のフィギュアスケートが活発な地域として知られている。
主人公の通うスケート施設のモデルとなった『名古屋スポーツセンター』は、伊藤みどり（アルベールビル五輪銀メダル、世界選手権優勝）、恩田美栄（四大陸選手権2位）、安藤美姫（世界選手権優勝）、浅田真央（バンクーバー五輪銀メダル、世界選手権優勝）、中野友加里（四大陸選手権2位）、村上佳菜子（ソチ五輪出場、四大陸選手権優勝）、宇野昌磨（平昌五輪銀メダル）などの有名選手を輩出していることでも有名である。
登場人物の設定
勝ち負けを扱う物語の性質上、実在のフィギュアスケート選手を登場人物のモデルにしてしまうと選手本人に迷惑がかかる恐れがあるため、実在の選手をモデルにせず、更に実在の選手の個性とも被り過ぎないよう考慮されている。
登場人物は、実在の選手との意図しない名前被りを避けるために「個性的な命名」がされている。登場人物の姓名は作品全体のテーマや、劇中での役割、性格のモチーフとなっている動物の名前などにちなんだ有意な命名がなされ、劇中においても「名前は人生の羅針盤」として、登場人物自身が姓名に込められた意味内容を意識する場面もある。なお、名前へのこだわりから画数の多い漢字が多用されている点は、担当編集者には不評でもあったという。
登場人物のうち、スケート選手である者には基本的に「動物や鳥」に由来した名前が与えられているが、主人公の結束いのりと明浦路司はこの命名規則から外れており、これは彼らが「スケートの運命から弾かれた」存在であることを示しているとされる。

## 社会的評価
アニメのオープニングテーマを担当するシンガーソングライターの米津玄師は、原作のファンであると明かした上で、「とにかく素晴らしい漫画なので全人類読んでください。」とコメントで述べている。また、アニメのオープニングテーマ「BOW AND ARROW」の配信リリースに際して行われたインタビューでは、本作品について「べらぼうに面白くて。」と評した上で、作中で描かれる熱意や努力、友情を育む姿について「それだけでグッとくるというか、ものすごく尊いものを感じる。」と述べている。
シンガーソングライターのキタニタツヤは、自身がパーソナリティーを務めるラジオ番組「キタニタツヤのオールナイトニッポンX」で本作品の魅力を語り、自身のX（旧Twitter）のポストでも「『メダリスト』を読んでくださいね」と購読を勧めた上で、作中の演技シーンで使われている音楽について「めっちゃありそうで興味引くタイトルの架空の映画の劇伴だったりするのでアニメ化に際してそれが楽しみなんだよな」と述べている。
元フィギュアスケート選手の鈴木明子は、自身のアニメにおける振り付け協力参加の発表に際し、「初めて『メダリスト』を手に取った瞬間、ページをめくるごとに心が高鳴り、フィギュアスケートというスポーツの奥深さに心を揺さぶられ、思わず涙がこぼれました。そのリアルな描写は、まるで自分がリンクの上にいるかのような感覚を与えてくれました。」とコメントで述べている。

### 受賞歴
- 2021年6月発表の「第5回みんなが選ぶTSUTAYAコミック大賞」で9位を受賞[33]。
- 2022年6月発表の「第6回みんなが選ぶTSUTAYAコミック大賞」で3位を受賞[34]。
- 2022年8月発表の「次にくるマンガ大賞2022」でコミックス部門1位を受賞[35]。
- 2023年1月発表の第68回「小学館漫画賞」で一般向け部門を受賞[36]。
- 2023年3月発表のブックライブ主催「マガデミー賞2022」で結束いのりが主演女優賞を受賞[37]。
- 2024年5月発表の第48回「講談社漫画賞」で総合部門を受賞[38]。

## 書誌情報

### 漫画
- つるまいかだ『メダリスト』 講談社〈アフタヌーンKC〉、既刊13巻（2025年6月23日現在）
  1. 2020年9月23日発売[39]、ISBN 978-4-06-520783-3
  2. 2021年2月22日発売[40]、ISBN 978-4-06-522253-9
  3. 2021年6月23日発売[41]、ISBN 978-4-06-523607-9
  4. 2021年10月21日発売[42]、ISBN 978-4-06-525162-1
  5. 2022年3月23日発売[43]、ISBN 978-4-06-527132-2
  6. 2022年7月22日発売[44]、ISBN 978-4-06-528515-2
  7. 2022年12月22日発売[45]、ISBN 978-4-06-529918-0
  8. 2023年5月23日発売[46]、ISBN 978-4-06-531682-5
  9. 2023年10月23日発売[47]、ISBN 978-4-06-533261-0
  10. 2024年3月22日発売[48]、ISBN 978-4-06-535154-3
  11. 2024年8月22日発売[49]、ISBN 978-4-06-536472-7
  12. 2025年1月22日発売[50]、ISBN 978-4-06-538012-3
  13. 2025年6月23日発売[51]、ISBN 978-4-06-539705-3

### 小説
- つるまいかだ（原作）、江坂純（著者）『小説 メダリスト』講談社〈講談社KK文庫〉、既刊2巻（2025年1月17日現在）
  1. 2025年1月17日発売[52]、ISBN 978-4-06-538081-9
  2. 2025年1月17日発売[53]、ISBN 978-4-06-538025-3

### 公式ファンブック
- つるまいかだ（監修）、講談社（編集）『メダリスト公式ファンブック』 講談社〈KCデラックス〉、2025年1月1日発行（2025年1月22日発売[54]）、ISBN 978-4-06-537857-1

## テレビアニメ
2023年5月18日、テレビアニメ化が発表された。2025年1月から3月までテレビ朝日系列『NUMAnimation』枠ほかにて放送された。
2024年12月24日、丸の内ピカデリーで「第1話先行上映会」が開催され、アニメ第1話の先行上映と声優による舞台挨拶が行われた。
2025年3月6日には、米津玄師と羽生結弦が共演する本作主題歌「BOW AND ARROW」のミュージックビデオが米津玄師YouTubeチャンネルで公開された。
第1期放送終了後、第2期の制作決定が発表された。2026年1月よりテレビ朝日系列『NUMAnimation』枠にて放送予定。

### 製作

#### 企画
本作のプロデューサーであるKADOKAWAの山下愼平は、2021年ごろから原作を読み、ストーリー性に惹かれ、本作をアニメ化したいと考えた。企画初期段階では、様々な制作会社が候補に挙がったが、原作のクオリティを下げずにやり切るのは難しいという意見が多かった。その中で候補に挙がったのがKADOKAWAの子会社であるENGIであった。2Dと3Dを融合するというビジョンを持つENGIと本作は親和性があると判断され、ENGI制作で企画が提案された。
その後、山下は版元である講談社を中心に、テレビ朝日、日本スケート連盟の協力を得ながら制作を進めていった。

#### 3DCG
ENGIの社内には作画とCGの部署があり、両部署の強固な連携で制作が進められた。スケートシーンはモーションキャプチャをもとに作成した3DCGのみで構成されている。フィギュアスケート監督・3DCGディレクターのこうじは「実際の試合よりもわかりやすく表現することを目指しました」と語っている。

### 演技・キャスティング
作者のつるまいかだは、会社員時代から結束いのり役の春瀬なつみのファンであり、かつて春瀬に対し、会社を辞めて漫画家になること、春瀬に主人公の声を演じてもらうことが夢であることなどを記したファンレターを送っていた。春瀬は、『メダリスト』を読んでいのり役を演じることが夢になったと述懐し、第48回講談社漫画賞の贈呈式では、憧れのキャラクターを演じられる喜びを語った。
春瀬は、いのりが抱いている「スケートへの愛」を重視し、その芯の部分を失わないようにすることを意識して演じていると述べた。
監督の山本靖貴は原作者のつるまいかだから、「いのりと司はＷ主人公」との話があり、自身も意識しているという。「いのりは好きなものに一生懸命になれるところが魅力的。司は熱くポジティブですごく感情移入できました。」と語っている。

### スタッフ
- 原作 - つるまいかだ[55]
- 監督 - 山本靖貴[55]
- シリーズ構成・脚本 - 花田十輝[55]
- キャラクターデザイン - 亀山千夏[55]
- 総作画監督 - 亀山千夏、伊藤陽祐[14]
- プロップデザイン - 澤田知世、吉川久美子
- フィギュアスケート振付 - 鈴木明子[56]
- フィギュアスケート振付協力 - 横井ゆは菜[56][注 8]、磯邉ひな乃[56]
- フィギュアスケート監督・3DCGディレクター - こうじ[14]
- 3DCGビジュアルディレクター - 戸田貴之[14]
- 3DCGアニメーションスーパーバイザー - 堀正太郎[14]
- 3DCGプロデューサー - 飯島哲[14]
- 色彩設計 - 山上愛子[14]
- 美術監督 - 中尾陽子[14]
- 美術設定 - 比留間崇、小野寺里恵[14]
- 撮影監督 - 米屋真一[14]
- 編集 - 長坂智樹[14]
- 音響監督 - 今泉雄一[14]
- 音響効果 - 小山健二[14]
- 音楽 - 林ゆうき[14]
- 音楽制作 - KADOKAWA
- 音楽プロデューサー - 水鳥智栄子
- プロデューサー - 山下愼平[66]、大和雅恵、澤田愛理、岩田皐希
- アニメーションプロデューサー - 神戸幸輝
- ラインプロデューサー - 三浦孝純
- アニメーション制作 - ENGI[55]
- 製作 - メダリスト製作委員会[14]（KADOKAWA、講談社、テレビ朝日）

### 主題歌
「BOW AND ARROW」
米津玄師による第1期オープニングテーマ。作詞・作曲・編曲は米津玄師。
米津は本作品のファンであり、アニメ化の情報を知った米津側から「できることなら曲を作らせて頂けないだろうか」と打診した。
「アタシのドレス」
ねぐせ。による第1期エンディングテーマ。作詞・作曲はりょたち、編曲はねぐせ。と川口圭太。

### 社会的評価（テレビアニメ）
プロフィギュアスケーターの羽生結弦は、本作品のアニメを視聴しており、「お母さんのとことか泣いた」と自身の公式YouTubeチャンネルで述べている。

#### ランキング
- アニメイトタイムズが読者から集計した「イチオシ2025年冬アニメ」ランキングで2位を獲得[69]。

- PASH! PLUSがアニメ視聴者から集計した2025年冬アニメの満足度ランキングで1位を獲得[70]。

- ニコニコが動画視聴数、コメント数、アクセス数から算出した「2025年冬アニメランキング」で2位を獲得[71]。

- アニメ！アニメ！が実施した「2025年冬アニメ（1月クール）で一番良かった作品は？」と題したアンケートで2位を獲得[72]。

- 映画レビューサービスのFilmarks内のデータに基づく「2025年冬アニメ満足度ランキングTOP10」で3位を獲得[73]。

- 第一興商が通信カラオケDAMでのデータに基づく「2025年冬アニメ主題歌カラオケランキング」を発表し、本作品のオープニングテーマ「BOW AND ARROW」が2位を獲得[74]。

- マグミクスが実施した「粒ぞろいだった25冬アニメ　ラストまで最高だった作品は？」と題したアンケートで1位を獲得[75]。

- 電撃オンラインが実施した2025年冬アニメの人気ランキングの投票で3位を獲得[76]。

### 各話リスト
| score01 | 氷上の天才              | 山本靖貴         | 山本靖貴     | 田守優希 横山香月 増井良紀 青沼ひかり 亀山千夏                                                    | 亀山千夏                   | 2025年 1月5日 |
| score02 | 初級バッジテスト        | 増田敏彦         | 平田貴大     | 山本亮友 廣冨麻由 小谷杏子 松川哲也 亀山進矢                                                      | 亀山千夏 山本亮友          | 1月12日       |
| score03 | たい焼きとケーキ        | ワタナベシンイチ | 福元しんいち | 田中茉莉 Kim Hyeon-ah Kang Hyeon-guk Park Seo-jeong So Eun-ji                                     | 亀山千夏 栗原学            | 1月19日       |
| score04 | 名港杯 初級女子FS（前） | ワタナベシンイチ | 栗原学       | 山本里織 田中栞莉 舘崎大 亀山千夏                                                                 | 伊藤陽祐 亀山千夏          | 1月26日       |
| score05 | 名港杯 初級女子FS（後） | 上原秀明         | 福元しんいち | 亀山千夏 田中栞莉 Kim Hyeon-ah Lee Seong-jin Park Seo-jeong So Eun-ji                             | 伊藤陽祐 亀山千夏          | 2月2日        |
| score06 | 初戦の夜                | 増田敏彦         | 大庭秀昭     | 田守優希 横山香月 増井良紀 吉岡勝 Animore 槃藍莓 王潤雨                                           | 亀山千夏 栗原学            | 2月9日        |
| score07 | 1級バッジテスト         | 安部元宏         | 安部元宏     | 田中茉莉 山本里織 大野勉 黄翔麟 舘崎大 槃藍莓 王潤雨                                              | 伊藤陽祐 亀山千夏          | 2月16日       |
| score08 | 西の強豪（前）          | 平田貴大         | 平田貴大     | 中島達央 大野勉 川村乃愛 丸山遥花 飯島弘也 Kim Hyeon-ah Shin Eun-ah Park Seo-jeong Kang Hyeon-guk | 栗原学 田中栞里 亀山千夏   | 2月23日       |
| score09 | 西の強豪（後）          | 飯田薫久         | 金澤由季     | 吉岡勝 趙小川 姜海華 大浦梓                                                                       | 亀山千夏                   | 3月2日        |
| score10 | 夜に吠える              | ワタナベシンイチ | 大庭秀昭     | 丹澤学 林田多希 Pavel Shmoylov 飯塚葉子 上海炫舟                                                  | 伊藤陽祐 田中栞里 亀山千夏 | 3月9日        |
| score11 | 夜を踊れ                | 安部元宏         | 橋本みつお   | 丹澤学 林田多希 上海炫舟                                                                          | 田中栞里 栗原学 亀山千夏   | 3月16日       |
| score12 | 白猫のレッスン          | 大嶋博之         | 平田貴大     | 米田紘 廣冨麻由 大西貴子 松川哲也                                                                 | 伊藤陽祐 山本亮友 亀山千夏 | 3月23日       |
| score13 | 朝が来る                | ワタナベシンイチ | 山本靖貴     | 田守優希 横山香月 山本里織 大野勉 中島達央 Fincrossed Studio                                      | 亀山千夏 田中栞里          | 3月30日       |

### 放送局
| 放送期間               | 放送時間                     | 放送局                                          | 対象地域 | 備考                                   |
| ---------------------- | ---------------------------- | ----------------------------------------------- | -------- | -------------------------------------- |
| 2025年1月5日 - 3月30日 | 日曜 1:30 - 2:00（土曜深夜） | テレビ朝日（製作参加） ほか系列フルネット全24局 | 日本国内 | 字幕放送 / 『NUMAnimation』枠          |
|                        | 日曜 21:00 - 21:30           | テレ朝チャンネル1                               | 日本全域 | CS放送                                 |
| 2025年1月6日 - 3月31日 | 月曜 23:24 - 23:54           | BS朝日                                          | 日本全域 | BS/BS4K放送 / 字幕放送 / 『アニメA』枠 |

| 配信開始日    | 配信時間                           | 配信サイト | 備考         |
| ------------- | ---------------------------------- | --- | ------------ |
| 2025年1月5日  | 日曜 2:00（土曜深夜） 更新         | Disney+ | 単独先行配信 |
| 2025年1月10日 | 金曜 2:00（木曜深夜） 以降順次更新 | dアニメストア ABEMA ニコニコ生放送 ニコニコチャンネル DMM TV Lemino FOD バンダイチャンネル Hulu TELASA （見放題プラン） J:COM STREAM milplus 見放題パックプライム U-NEXT アニメ放題 AnimeFesta Netflix Prime Video | 見放題配信   |
|               |                                    | ビデオマーケット music.jp カンテレドーガ HAPPY!動画 Rakuten TV | 都度課金配信 |

### BD / DVD
| 巻 | 発売日        | 収録話          | 規格品番  | 規格品番   |
| 巻 | 発売日        | 収録話          | BD        | DVD        |
| -- | ------------- | --------------- | --------- | ---------- |
| 1  | 2025年3月26日 | 第1話 - 第5話   | KAXA-8971 | KABA-11631 |
| 2  | 2025年4月25日 | 第6話 - 第9話   | KAXA-8972 | KABA-11632 |
| 3  | 2025年5月28日 | 第10話 - 第13話 | KAXA-8973 | KABA-11633 |

### Webラジオ
結束いのり役の春瀬なつみがパーソナリティを務めるWebラジオ『テレビアニメ『メダリスト』〜ラジオでもメダリスト目指します〜』が2025年1月から公式YouTubeチャンネルにて配信。
また、アニメ放送後にはキャストによる『氷上(アフレコ)アフタートーク』も配信されている。
| テレビ朝日系列 NUMAnimation | テレビ朝日系列 NUMAnimation | テレビ朝日系列 NUMAnimation |
| 前番組                      | 番組名                      | 次番組                      |
| --------------------------- | --------------------------- | --------------------------- |
| 君は冥土様。                | メダリスト（第1期）         | 小市民シリーズ（第2期）     |
| 友達の妹が俺にだけウザい    | メダリスト（第2期）         | -                           |

## コラボレーション・タイアップ・イベント
八十亀ちゃんかんさつにっき
本作品と同じ名古屋が舞台の『八十亀ちゃんかんさつにっき』（作者：安藤正基、掲載誌：月刊ComicREX）と相互コラボが行われ、つるまいかだ作成のコラボショート漫画が月刊ComicREXで、安藤正基作成のコラボショート漫画が月刊アフタヌーンでそれぞれ掲載された。
ファッションセンターしまむら
しまむらオンラインショップでメダリストとコラボしたブランケット、枕カバー、敷きパッド、掛けふとんカバー、敷ふとんカバーを販売。
AnimeJapan 2024
2024年3月23日、24日開催。キャラクターと写真撮影ができるスケートリンクを再現したフォトスポットと衣装展示を行った。
木下アカデミー京都アイスアリーナ
絵馬やすずの練習拠点かつ、西日本小中学生大会の会場として登場。施設内にキャラクターパネル、ポスターを展示。
つるまいかだ先生原作 漫画「メダリスト」POP UP STORE at マンガ展
「つるまいかだ先生原作 漫画『メダリスト』POP UP STORE at マンガ展」が開催され、2024年4月2日よりマンガ展 渋谷では展示・グッズ販売が、同月26日よりマンガ展 名古屋では展示・グッズ販売・コラボカフェが行われた。同年5月2日から12日まで大阪でも追加開催された。
サンリオ
2024年8月22日よりマイメロディなどのサンリオキャラクターズとコラボした缶バッジやキーホルダーなどが一部のアニメイト店舗とアニメイト通販で販売された。
邦和みなと スポーツ&カルチャー
作中に登場するスケートリンクのモデルとなっており、送迎バスへのラッピングや施設内に横断幕、キャラクターパネル、複製原画、衣装などの展示を行った。
都電荒川線
ラッピング電車の運行。
TOKYO SKYTREE TOWN ICE SKATING PARK 2025
東京スカイツリータウンにて2025年1月4日からオープンとなる特設スケートリンク「TOKYO SKYTREE TOWN ICE SKATING PARK 2025」でキャラクターパネルなどが展示され、同年2月16日には春瀬なつみ、大塚剛央、鈴木明子が参加するトークイベントと鈴木明子がアニメのオープニングテーマに合わせて滑るスペシャルショーが行われた。
ナナちゃん人形
2025年1月15日より名鉄百貨店本店前に設置されているナナちゃん人形が結束いのりのフィギュアスケート衣装を着用した大型広告を掲示。
名古屋スポーツセンター
施設内にキャラクターパネル、衣装などを展示。
豊田合成リンク
2025年1月26日、名古屋栄の商業施設「オアシス21」に設置されている「豊田合成リンク」の特設ステージで春瀬なつみ、市ノ瀬加那、横井ゆは菜（フィギュアスケート元日本代表）によるトークショーが行われた。
第75回さっぽろ雪まつり
2025年2月4日から開催されるさっぽろ雪まつりにて結束いのりの雪像が登場し、同月8日には春瀬なつみ、大塚剛央が参加するスペシャルステージが行われた。
KOSÉ新横浜スケートセンター
施設内にキャラクターパネルを展示。
『メダリスト』オリジナルクラフトエナジードリンク「GOE+5000」
2025年2月11日、ラベルに結束いのりと明浦路司がデザインされたエナジードリンク「GOE+5000」が販売されることが株式会社アクリルコンプレックスから発表された。
AnimeJapan 2025
2025年3月22日、23日開催。KADOKAWAブースの展示エリアでは、会場限定のPVの放映やフォトスポットが設置された。23日には、春瀬なつみ、大塚剛央、小市眞琴、木野日菜が出演する生配信ステージが行われた。
ニューサンピア敦賀
施設内にキャラクターパネルや複製原画、サイン色紙などを展示。
TVアニメ「メダリスト」オンリーショップ in アニメイト
「TVアニメ『メダリスト』オンリーショップ in アニメイト」が2025年3月15日からアニメイト秋葉原2号館で、同月22日からアニメイト名古屋で開催された。会場では、展示やグッズ販売、景品が貰える抽選会などを実施。
くじクリフ
2025年2月28日よりオンラインくじサービス「くじクリフ」でメダリストのオンラインくじが販売されることが株式会社サトクリフから発表された。景品としてキャラクターがプリントされたTシャツやマルチケースなどが用意された。
メダリスト POP UP SHOP in OIOI
「メダリスト POP UP SHOP in OIOI」が2025年4月5日から有楽町マルイで、同年5月24日からは神戸マルイで開催される予定。「不思議の国のアリス」をモチーフにした衣装のスタンディパネルの展示とオリジナルグッズの販売を行う。
スペシャルエキシビション2025
2025年7月27日、パシフィコ横浜にて春瀬なつみ、大塚剛央、市ノ瀬加那、小市眞琴、小岩井ことり、伊藤彩沙、加藤英美里が出演する「スペシャルエキシビション2025」が開催される予定。
メダリスト展
2025年8月13日から松屋銀座で本作品初の展覧会を行い、描き下ろしイラストの展示やグッズ販売などを行う予定。松屋銀座での開催後は全国を巡回する。
TVアニメ「メダリスト」×JOYSOUND コラボキャンペーン
通信カラオケ「JOYSUND」を展開する株式会社エクシングは、本作アニメのオープニングテーマ「BOW AND ARROW」をアニメ映像で歌えるカラオケ配信を記念して、2025年3月25日からコラボキャンペーンを開催。対象機種の導入されたカラオケ店舗で「BOW AND ARROW(TVサイズ)《アニメカラオケ》」を歌唱し、特設ページから応募すると抽選でアニメポスターまたはQUOカードが景品として貰える。
メダリスト × 郵便局のネットショップ
2025年3月31日より「オリジナルフレーム切手セット」や「セリフ付きロングタオル」といったオリジナルグッズを販売。
高知アニクリ祭2025
2025年4月5日、6日開催。カーニバル衣装のキャラクターパネルの展示やグッズ販売などが行われた。
世界フィギュアスケート国別対抗戦2025
東京体育館にて2025年4月17日から開催される「世界フィギュアスケート国別対抗戦2025」のオープニングセレモニーで春瀬なつみが場内アナウンスを担当する。また、会場には本作品のキャラクターパネルやフォトスポットの設置のほか、来場者の特典として「金メダル風カード」の配布が行われた。